# 新田原救難隊
新田原救難隊（にゅうたばるきゅうなんたい、英称:Nyutabaru Air Rescue Squadron）は、航空自衛隊航空総隊航空救難団隷下の航空救難部隊。宮崎県新田原基地に所在し、捜索救難機にU-125A、救難ヘリコプターにUH-60Jを運用する。

## 概要
1960年（昭和35年）3月1日に航空自衛隊3番目の救難分遣隊として新田原基地で編成され、1964年（昭和39年）7月15日に新田原救難隊へ改編された。
部隊マークは、真紅の中に八咫鏡を形取り、中心に九州の地図と黄金の鷲がボイヤントスリングを掴み飛び立つ姿を図案化している。

## 沿革
- 1960年（昭和35年）3月1日 - 新田原基地において救難航空隊隷下で新田原救難分遣隊編成[1]。
- 1961年（昭和36年）7月15日 - 救難航空隊が航空救難群に改編[1]。
- 1964年（昭和39年）12月1日 - 新田原救難分遣隊が新田原救難隊に改編[1]。
- 1968年（昭和43年）12月 - KV-107配備開始[4]。
- 1969年（昭和44年）3月 - T-6ラストフライト[4]。
  - 12月 - MU-2S配備開始[4]。
- 1970年（昭和45年）9月2日 - 新田原基地から小松基地への航法訓練中のMU-2Sが滋賀県彦根市付近で墜落。乗員4名が殉職した[5]。
- 1971年（昭和46年）3月1日 - 航空救難群が航空救難団に改編[1]。
- 1972年（昭和47年）8月8日 - 新田原基地沖の洋上に墜落したアメリカ海軍E-2の捜索活動を行っていたKV-107が洋上に墜落炎上し、二次災害となった[6]。
- 1973年（昭和48年）4月11日 - 救難訓練のため新田原基地を離陸したMU-2Sが都農町矢研の滝付近の山中に墜落[7]。
- 1989年（平成元年）3月16日 - 航空救難団が航空支援集団隷下に隷属替え[1]。
- 1997年（平成09年）3月 - UH-60J配備開始[4]。
- 1999年（平成11年）3月 - KV-107ラストフライト[4]。
- 2000年（平成12年）3月 - U-125A配備開始[4]。
  - 9月 - MU-2Sラストフライト[4]。
- 2010年（平成22年）3月1日 - 部隊創設50周年記念式典を実施[8]。
- 2013年（平成25年）3月26日 - 航空救難団が航空総隊隷下に隷属替え[1]。

## 部隊編成
- 隊本部
- 総括班
- 飛行班
- 整備小隊

## 歴代運用機
- 捜索救難機
  - T-34A（1960年～1969年）
  - T-6（1964年～1969年）
  - MU-2S（1969年～2000年）
  - U-125A（2000年～）
- 救難ヘリコプター
  - H-19B（1960年～1968年）
  - S-62J（1964年～1968年）
  - KV-107（1968年～1999年）
  - UH-60J（1997年～）